# Ilhan Omarová
Ilhan Abdullahi Omarová (* 4. října 1982 Mogadišo) je americká politička somálského původu. Je členkou Minnesotské demokratické zemědělské strany práce. Vyznává umírněný sunnitský islám.

## Život
Pochází ze somálského klanu Majeerteen, narodila se v Mogadišu a vyrůstala v Baidoe. Po vypuknutí občanské války v Somálsku její rodina emigrovala, žila v keňském uprchlickém táboře Dadaab a v roce 1995 dostala azyl v USA. Žili v New Yorku, pak se odstěhovali do Minnesoty, kde otec Omarové získal práci na poště. V roce 2000 se Ilhan Omarová stala americkou občankou. Vystudovala politologii na North Dakota State University. Před vstupem do politiky pracovala jako specialistka na stravování mládeže.
V roce 2016 byla zvolena do minnesotského zákonodárného sboru. Časopis Time ji zařadil mezi osobnosti na seznamu Firsts: Women who are changing the world. Ve volbách do pátého minnesotského obvodu v listopadu 2018 porazila republikánskou kandidátku Jennifer Zielinskou a stala se členkou Sněmovna reprezentantů Spojených států amerických. Spolu s Rashidou Tlaibovou je první muslimskou kongresmankou v historii, vymínila si právo složit přísahu na Korán a nosit ve sněmovně hidžáb. Zařadila se do radikální frakce Congressional Progressive Caucus, kde působí jako whip. V roce 2022 svůj mandát obhájila, i když v demokratických primárkách porazila minneapoliského radního pro školství Dona Samuelse o pouhých 2500 hlasů.
Je dvakrát rozvedená, jejím třetím manželem je Tim Mynett z poradenské firmy E Street Group. Má tři děti, nejstarší dcera Isra Hirsiová je organizátorkou klimatických stávek.
Vydala autobiografickou knihu This Is What America Looks Like: My Journey from Refugee to Congresswoman. Byla mezi osobnostmi účinkujícími ve videoklipu k písni „Girls Like You“ skupiny Maroon 5.

## Politická orientace
Patří do skupiny političek zvané The Squad (Úderka), hlásící se k progresivistické politice. Usiluje o finančně dostupnější školství a zdravotnictví a požaduje zvýšení minimální mzdy v USA na 15 dolarů za hodinu. Podpořila zákon zakazující v Minnesotě pokusy o léčení homosexuality. Vyslovila se pro snížení výdajů na americkou armádu a přidala se k protestům proti policii následujícím po smrti George Floyda. Kritizuje americko-izraelské spojenectví a podporuje Hnutí BDS. Byl jí proto zakázán vstup do Izraele a nevládní organizace Stopantisemitism.org ji označila za největšího antisemitu roku 2019. Odsoudila také americkou politiku vůči Venezuele a zejména pokus uznat Juana Guaidóa za legitimní hlavu tohoto státu. Pro své názory byla Omarová v únoru 2023 vyloučena ze sněmovního výboru pro zahraniční záležitosti. Byla mezi levicovými politiky, na které plánoval atentát důstojník pobřežní stráže Christopher Paul Hasson. 